# Selección femenina de fútbol de Corea del Norte
La Selección femenina de fútbol de la Corea del Norte (en coreano, 조선민주주의인민공화국 여자 축구 국가대표팀) es el equipo representativo del país en las competiciones oficiales, asociado a la AFC.
Ha disputado cuatro mundiales de fútbol de manera consecutiva (1999, 2003, 2007 y 2011), pero no pudo competir en la edición de 2015 por múltiples casos de dopaje en el mundial de 2011.
En la Copa Mundial femenina de 1999 no pasó de la primera fase, perdiendo 2-1 contra Nigeria y 3-0 contra EE. UU., aunque venció 3-1 a Dinamarca.
En la Copa Mundial de 2003 tampoco pasó de la primera fase. Perdió 3-0 y 1-0 con EE. UU. y Suecia respectivamente, pero venció a Nigeria por 3-0.
Durante la Copa Mundial de 2007 consiguió pasar de la primera fase, quedando segunda de grupo tras empatar 2-2 con EE. UU., ganar a Nigeria 2-0 y perder contra Suecia 2-1. En los cuartos de final Corea del Norte perdió 3-0 contra Alemania, vencedora de aquel mundial.
Por último, en la Copa Mundial de 2011 quedó eliminada en la primera fase, perdiendo 2-0 con EE. UU., volver a sucumbir contra Suecia por 1-0 y empatar con Colombia 0-0.
En cambio, a nivel continental, la selección femenina de fútbol de Corea del Norte ha logrado ser campeón de la Copa Asiática femenina de la AFC en 3 oportunidades (2001, 2003 y 2008), convirtiéndose junto a la selección de China Taipéi, en la segunda selección con más títulos de este torneo en Asia.
A pesar de los pocos resultados de la selección absoluta, Corea del Norte ha conseguido ganar 4 mundiales de fútbol con sus selecciones Sub-20 (2006 y 2016) y Sub-17 (2008 y 2016), más 1 subcampeonato y 1 cuarto lugar en las categorías mencionadas de fútbol.

## Historia

### Los inicios (1987-1999)
El Partido de Trabajo de Corea en 1987 comenzó a fomentar el deporte femenino en el país, además de potenciar la creación de una selección femenina y una liga nacional, medidas que tuvieron éxito porque en noviembre de ese mismo año se formó la primera selección femenina de fútbol de Corea del Norte, aquel equipo fue formado por futbolistas que son consideradas pioneras en el país como lo son: Rim Sun-bong, Ri Hong-sil y también Kim Kum-sil, destaca su historia porque tuvo que abandonar su hogar para jugar fútbol debido a que sus padres se oponían a que practicara ese deporte que era considerado como rudo y masculino. La primera participación internacional del equipo femenino ocurrió en Checoeslovaquía, en donde la selección asiática obtuvo el primer lugar en una competición amistosa realizada en ese país.
El primer desafió continental de Corea del Norte fue la Copa Asiática 1989, que se disputó en Hong Kong. La selección norcoreana quedó en el grupo junto a la selección de China Taipéi, RP China y Tailandia. En el debut perdió 4:1 contra la selección China, luego acumuló su segunda derrota contra el equipo de China Taipéi por 3:1, aunque pudo finalizar la competición venciendo a Tailandia por cuatro a cero.
En 1990, ya con experiencia internacional previa, el equipo femenino de la RPDC, participó en los XI Juegos Asiáticos que se disputaron en Pekín, China. La competición contaba con seis selecciones nacionales que se enfrentaban en un sistema de liga de todos contra todos, Corea del Norte en su debut derrotó 7:0 a Corea del Sur, empató sin goles con el equipo de China Taipéi, perdió 2:0 contra el local, goleó 11:0 al combinado de Hong Kong, para finalizar su participación en su último juego, empató contra la selección japonesa uno a uno, con los resultados el equipo norcoreano obtuvo la medalla de bronce.
La Copa Asiática de 1991 También se utilizó como torneo de clasificación para la Copa Mundial Femenina de la FIFA de 1991, la competición contaba con 9 selecciones, las "azaleas orientales" quedaron en el grupo B junto a Japón, Malasia, Singapur y Hong Kong. El equipo norcoreano ocupó el segundo lugar del grupo, por detrás de Japón, lo que le permitió clasificarse a la ronda eliminatoria. En semifinales la selección norcoreana perdió 1-0 contra el equipo chino, por la derrota Corea del Norte debía enfrentar el partido por el tercer puesto, si lograba una victoria se clasificaba a la Copa Mundial, su rival era el equipo de China Taipéi, las azaleas orientales empataron sin goles y perdieron en la definición de  penales por 5-4, con esa derrota la RPDC se quedaba fuera del mundial.
La siguiente participación de la RPDC, se dio en la Copa Asiática de 1993 que se jugó en Malasia, la selección de Corea del Norte, fue encuadrada en el grupo A junto a Malasia, China y Corea del Sur, en su debut la RPDC empató con China a uno, luego venció primero a Malasia por 12-0 y en el último partido derroto a su rival acérrimo, Corea del Sur por 7-0 clasificándose a la ronda eliminatoria, en semifinales venció a China Taipéi por 2-0 y el la final perdió con China por 3-0, en esta competición sería primera vez que Corea del Norte jugó una final.

## Jugadoras

### Plantilla actual de la selección
Actualizado al 2023, nómina para los Juegos Asiáticos de 2022.
Club al momento de ser convocadas.
| N.º | Nombre          | Posición      | Edad    | Goles | Club                   |
| --- | --------------- | ------------- | ------- | ----- | ---------------------- |
| 1   | Kim Un-hui      | Portera       | 26 años | 0     | Amnokgang Sports Club  |
| 18  | Yu Son-gum      | Portera       | 21 años | 0     | Sobaeksu Sports Club   |
| 21  | Pak Ju-mi       | Portera       | 21 años | 0     | Naegohyang Sports Club |
| 2   | Ri Myong-gum    | Defensa       | 22 años | 1     | Naegohyang Sports Club |
| 3   | Ri Kum-hyang    | Defensa       | 24 años | 1     | Naegohyang Sports Club |
| 4   | Pong Song-ae    | Defensa       | 23 años | 1     | Naegohyang Sports Club |
| 5   | Pak Sin-jong    | Defensa       | 27 años | 0     | Amnokgang Sports Club  |
| 16  | Son Ok-ju       | Defensa       | 25 años | 0     | Rimyongsu Sports Club  |
| 19  | Ri Pom-hyang    | Defensa       | 27 años | 0     | 25 de Abril            |
| 20  | Ri Hye-gyong    | Defensa       | 25 años | 0     | Amnokgang Sports Club  |
| 6   | Myong Yu-jong   | Mediocampista | 21 años | 2     | 25 de Abril            |
| 8   | Ri Su-jong      | Mediocampista | 22 años | 0     | Naegohyang Sports Club |
| 9   | Ju Hyo-sim      | Mediocampista | 27 años | 1     | 25 de Abril            |
| 12  | Choe Kum-ok     | Mediocampista | 23 años | 0     | Naegohyang Sports Club |
| 13  | Kim Chung-mi    | Mediocampista | 22 años | 0     | 25 de Abril            |
| 15  | Wi Jong-sim (C) | Mediocampista | 27 años | 0     | 25 de Abril            |
| 22  | Kim Hye-yong    | Mediocampista | 22 años | 1     | Naegohyang Sports Club |
| 7   | Sung Hyang-sim  | Delantera     | 25 años | 1     | Pyongyang Sports Club  |
| 10  | Ri Hak          | Delantera     | 23 años | 4     | 25 de Abril            |
| 11  | An Myong-song   | Delantera     | 23 años | 4     | Amnokgang Sports Club  |
| 14  | Hong Song-ok    | Delantera     | 21 años | 2     | Amnokgang Sports Club  |
| 17  | Kim Kyong-yong  | Delantera     | 23 años | 12    | Naegohyang Sports Club |

## Estadísticas

### Copa Mundial Femenina de Fútbol
Actualizado el 6 de julio de 2022
| Sede y año | Ronda            | Puesto          | PJ              | PG              | PE              | PP              | GF              | GC              | Dif             | Rend (%)        | Goleadora                                                            |
| ---------- | ---------------- | --------------- | --------------- | --------------- | --------------- | --------------- | --------------- | --------------- | --------------- | --------------- | -------------------------------------------------------------------- |
| 1991       | No se clasificó  | No se clasificó | No se clasificó | No se clasificó | No se clasificó | No se clasificó | No se clasificó | No se clasificó | No se clasificó | No se clasificó | No se clasificó                                                      |
| 1995       | No se clasificó  | No se clasificó | No se clasificó | No se clasificó | No se clasificó | No se clasificó | No se clasificó | No se clasificó | No se clasificó | No se clasificó | No se clasificó                                                      |
| 1999       | Fase de grupos   | 10°             | 3               | 1               | 0               | 2               | 4               | 6               | −2              | 33,33%          | Jo Song-ok:2                                                         |
| 2003       | Fase de grupos   | 11°             | 3               | 1               | 0               | 2               | 3               | 4               | −1              | 33,33%          | Jin Pyol Hui:2                                                       |
| 2007       | Cuartos de final | 8°              | 4               | 1               | 1               | 2               | 5               | 7               | –2              | 33,33%          | Kil Son-hui:1 Kim Yong-ae:1 Kim Kyong-hwa:1 Ri Kum-suk:1 Ri Un-suk:1 |
| 2011       | Fase de grupos   | 13°             | 3               | 0               | 1               | 2               | 0               | 3               | –3              | 11,11%          |                                                                      |
| 2015       | Excluida         | Excluida        | Excluida        | Excluida        | Excluida        | Excluida        | Excluida        | Excluida        | Excluida        | Excluida        | Excluida                                                             |
| 2019       | No clasificó     | No clasificó    | No clasificó    | No clasificó    | No clasificó    | No clasificó    | No clasificó    | No clasificó    | No clasificó    | No clasificó    | No clasificó                                                         |
| 2023       | Retirada         | Retirada        | Retirada        | Retirada        | Retirada        | Retirada        | Retirada        | Retirada        | Retirada        | Retirada        | Retirada                                                             |
| Total      | 4/9              | -               | 13              | 3               | 2               | 8               | 12              | 20              | –8              | 33,33%          | Jin Pyol Hui:2 Jo Song-ok:2                                          |

## Entrenadores
- Myong Dong-chan (1989-1999)
- Ri Song-gun (1999-2003)
- Sin Ui-gun (2012)
- Kim Kwang-min (2004-2011, 2013-2019)
- Jo Song-ok (interina, 2019-2022)
- Ri Yu-il (2023-)

### Cuerpo técnico actual
Actualizado al 2023, nómina para los Juegos Asiáticos de 2022.
| Cuerpo técnico     | Cuerpo técnico | Cuerpo técnico          | Cuerpo técnico |
| ------------------ | -------------- | ----------------------- | -------------- |
| Entrenador:        | Ri Yu-il       | Jefe de la delegación   | Kim Sol-gol    |
| Preparador físico: | Ri Jong-sim    | Preparador de arqueros: | Kim Myong-gil  |
| Ayudante técnico:  | Pak Song-jin   | Oficial                 | Sin Yong-chol  |
| Médico:            | Pak Kyong-hui  | Utilero:                | Kim Won-yong   |
| Ayudante técnico:  | Kim Myong-chol |                         |                |

## Palmarés

### Selección absoluta
- Copa Asiática femenina de la AFC (3): 2001, 2003, 2008
  -  Subcampeón (3): 1993, 1997, 2010
  -  Tercer lugar (2): 1999, 2006
  - Cuarto lugar (1): 1991

### Selección Sub-20
- Copa Mundial Femenina de Fútbol Sub-20 (3): 2006, 2016, 2024.
  -  Subcampeón (1): 2008
  - Cuarto lugar (1): 2014

### Selección Sub-19
- Campeonato Sub-19 femenino de la AFC (1): 2007.
  -  Subcampeón (4): 2006, 2011, 2013, 2015
  -  Tercer lugar (2): 2004, 2009
  - Cuarto lugar (1): 2002

### Selección Sub-17
- Copa Mundial Femenina de Fútbol Sub-17 (3): 2008, 2016, 2024.
  -  Subcampeón (1): 2012
  - Cuarto lugar (1): 2010

### Selección Sub-16
- Campeonato Sub-16 femenino de la AFC (1): 2007.